# Брохвайл (суб-король Мейрионита)
Брохвайл (валл. Brochfael) — правитель Мейрионита (645—662), суб-королевства, подчиненного Королевству Гвинед.

## Биография
Брохвайл был сыном и наследником Суальды.
Брохвайл погиб в какой-то битве в 662 году. В «Анналах Камбрии» он спутан с королём Поуиса Брохвайлом Клыкастым.
После смерти Брохвайла правителем Мейрионита стал его сын Эйнуд Короткий.